# Isaac Mizrahi
Isaac Mizrahi Smeke (ur. 19 sierpnia 1967 w mieście Meksyk) – były meksykański piłkarz pochodzenia żydowskiego występujący na pozycji bramkarza, obecnie trener.
Mizrahi jako piłkarz występował w pięciu zespołach: Atlante, Querétaro, Pumas UNAM, Atlasie i Necaxie. Nigdy nie wystąpił w seniorskiej reprezentacji Meksyku.
Karierę trenerską rozpoczął niedługo po zakończeniu kariery zawodniczej – w 2002 roku pełnił funkcję asystenta Ricardo Lavolpe w Toluce. Później został pomocnikiem Rubéna Omara Romano, z którym współpracował w Morelii i Cruz Azul. Od lipca do września 2005 pełnił rolę tymczasowego trenera La Máquina po tym, jak Romano został porwany w mieście Meksyk. Po uwolnieniu Argentyńczyka z rąk porywaczy Mizrahi powrócił na stanowisko asystenta. W sezonach Clausura 2006, Apertura 2006 i Clausura 2007 pełnił funkcję pierwszego szkoleniowca Cruz Azul. Nie odniósł z drużyną większych sukcesów. 7 lipca 2007 został zwolniony. 28 września tego samego roku podpisał roczny kontrakt z C.F. Monterrey, zastępując na stanowisku trenera Miguela Herrerę. Ostatecznie odszedł z zespołu 10 stycznia 2008. W listopadzie 2009 Mizrahi był bliski objęcia posady trenera Polonii Warszawa, jednak ostatecznie właściciel klubu, Józef Wojciechowski, zdecydował się zatrudnić Hiszpana José Marię Bakero.